# David Stavinsky
David Stavinski (* 26. August 1668 in Lankheim bei Königsberg; † 8. April 1722 in Königsberg) war ein deutscher Rechtswissenschaftler und Hochschullehrer.

## Leben
Stavinski durchlief die humanistische und juristische Ausbildung an den Universitäten von Königsberg und Halle. In Halle wurde er 1694 unter Samuel Stryck mit der Dissertation de foro ministrorum principis zum Lic. iur. promoviert. Nach Königsberg zurückgekehrt wurde er 1697 außerordentlicher Professor der Rechte sowie Hofgerichtsadvokat.
Stavinski erhielt 1702 an der Universität von Halle die Promotion zum Doktor der Rechte, bevor er 1716 in Königsberg zum dritten ordentlichen Professor der Rechteernannt wurde. Er starb im Amt.

## Werke (Auswahl)
- De donationibus principis Imperii. Halle 1697.
- De negotiis, in quibus cessat evictionis praestatio. Königsberg 1698.
- De justa restitutione rei alienae. Königsberg 1701.
- De jure occupandi res hostiles. Königsberg 1707.
- Dispvtatio Jvris Publici Solennis, De Conjvgio Illegitimo Indvlgentia Principis Confirmato. Scipio, Leipzig 1707.